# Panevėžys apskritis
Panevėžys apskritis (litauisk: Panevėžio apskritis) var et af 10 apskritys i Litauen. Panevėžys apskritis havde et indbyggertal på 278.414(2010), og et areal på 7.881 km². Panevėžys apskritis havde hovedsæde i byen Panevėžys, der også var den største by.
Apskritys som administrative enheder blev nedlagt ved en reform 1. juli 2010, siden da har Panevėžys apskritis været en territorial og statistisk enhed.